# Jan Gerard Martinus Timmerman
Jan Gerard Martinus Timmerman (Roderwolde, 5 december 1807 - Nijmegen, 13 juni 1886) was een Nederlandse burgemeester.
Timmerman was een zoon van de militair Christian Willem Timmerman en Jurrina Geertruide van Sidenborg. Timmerman was majoor in het Nederlandse leger in Nederlands-Indië. Na zijn pensionering werd hem op 15 januari 1858 de titulaire rang van luitenant-kolonel verleend. In datzelfde jaar 1858 werd hij benoemd tot burgemeester van Peize. Op 1 februari 1882 kreeg hij op 74-jarige leeftijd op eigen verzoek eervol ontslag als burgemeester aldaar.
Timmerman trouwde op 2 februari 1861 te Peize met de uit het Duitse Leer afkomstige weduwe Metger Rebecca Anna Groeneveld, dochter van Heinrich Groeneveld en Rebecca Anna Margaretha Tholen. Zij overleed op 15 juli 1861 ruim vijf maanden na de huwelijkssluiting. Timmerman hertrouwde op 18 oktober 1864 te Leeuwarden met Dirkje van der Plaats, dochter van mr. Jan Daniel van der Plaats en Anna Coopmans.
Zijn broer Engelke Johannes Anthonie was van 1860 tot 1895 burgemeester van Eelde.

## Tragisch ongeval
Op 12 februari 1858 schaatste Timmerman in gezelschap van onder anderen zijn zuster en de plaatselijke predikant van Eelde, Philip Karel Begemann, op een deel van het in aanleg zijnde Noord-Willemskanaal bij De Punt. Vier leden van het gezelschap zakten door het ijs en verdronken. Begemann verdronk toen hij zijn 11-jarige zoontje probeerde te redden. Timmerman en zijn zuster konden ternauwernood worden gered.